# Ludwig Cyranek

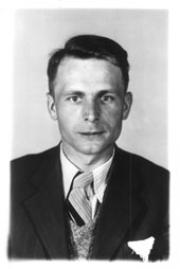
Ludwig Cyranek

Ludwig Cyranek (* 1. September 1907 in Herten; † 4. Juni 1941 in Dresden) war ein deutscher Zeuge Jehovas und ein Opfer der NS-Kriegsjustiz.

## Leben und Tätigkeit

### Frühes Leben
Cyranek war ein Sohn des Westfalen Johann Cyranek und seiner Ehefrau Katharina. Nach dem Schulbesuch absolvierte er eine kaufmännische Lehre. Um 1924 schloss Cyranek sich der religiösen Gruppierung der Internationalen Bibelforscher Vereinigung, später bekannt als Zeugen Jehovas, an.
Am 5. Mai 1927 trat Cyranek in den hauptamtlichen Dienst der Wachtturm-Gesellschaft, der für die Organisation der praktischen Betätigung der Zeugen Jehovas zuständigen Einrichtung, in deren Dienststelle in Magdeburg er tätig wurde. Im Oktober 1931 verließ er Deutschland. In den nächsten vier Jahren widmete er sich der Missionsarbeit für seine Glaubensgemeinschaft in Frankreich, Jugoslawien, Österreich und der Schweiz.

### Zeit des Nationalsozialismus bis 1939
Um die Jahreswende 1934/1935 kehrte Cyranek im Auftrag der Wachtturm-Gesellschaft nach Deutschland zurück, wo zwischenzeitlich die Nationalsozialisten die politische Macht übernommen hatten. Da diese die Zeugen Jehovas bereits seit 1933 verfolgten und 1935 offiziell verboten, geriet er rasch ins Fadenkreuz der polizeilichen Aufsichtsbehörden: Am 17. April 1935 wurde er erstmals für kurze Zeit verhaftet, jedoch nach einer Verwarnung wieder entlassen. Am 11. September desselben Jahres wurde er erneut in Gewahrsam genommen. Der Haftrichter setzte die Hauptverhandlung für den 20. September 1935 an, setzte Cyranek aber vorläufig wieder auf freien Fuß. Dieser nutzte die ihm gebotene Chance und ging in den politischen Untergrund. Am 20. November 1935 wurde Haftbefehl gegen ihn erlassen und die steckbriefliche Suche nach ihm veranlasst.
Am 5. November 1936 wurde Cyranek festgenommen; er hatte inzwischen die Aufgabe eines „Bezirksdieners“ (d. h. eines leitenden Funktionärs) der Zeugen Jehovas für die Gebiete Baden, Hessen und das Maingebiet übernommen. In der folgenden Strafverhandlung wurde er am 9. April 1937 zu achtzehn Monaten Gefängnis verurteilt, wobei die erlittene Untersuchungshaft nicht mit angerechnet wurde. Cyraneks Eltern und Geschwister nahmen die Ächtung ihres Sohnes zum Anlass, um ihren polnisch klingenden Namen in Emter ändern zu lassen.
Nach seiner Entlassung am 9. Oktober 1938 ging Cyranek zunächst in die Niederlande, wo er seine zukünftige Untergrundtätigkeit in Deutschland mit dem vom Exil aus als „Reichsdiener“ für die Koordination der Aktivitäten der Zeugen Jehovas in Deutschland zuständigen Robert Arthur Winkler festlegte und vorbereitete.

### Zweiter Weltkrieg
Ende Juli 1939 kehrte Cyranek mit einem falschen Pass nach Deutschland zurück, wo er seine alte Arbeit wieder aufnahm und als der de facto höchste Funktionär der Zeugen Jehovas innerhalb des Reichsgebietes den Wiederaufbau der in den Jahren 1937 und 1938 nahezu vollständig zerschlagenen Organisation seiner Glaubensgemeinschaft in Deutschland leitete. 
Anfang 1940 stellte er eine illegale Broschüre mit dem Titel Fürchtet Euch nicht aus Briefen von als Wehrdienstverweigerern zum Tode verurteilten Zeugen Jehovas zusammen, die anschließend heimlich in Kreisen von Zeugen Jehovas zirkulierte.
Im Februar 1940 wurde Cyranek bei einer Razzia in dem Haus eines Glaubensbruders, in dem er die Nacht verbrachte, beinahe verhaftet, konnte aber entkommen und einige andere Zeugen Jehovas im Raum Magdeburg warnen, dass Maßnahmen der Polizei gegen ihre Kreise im Gang seien. Anschließend fuhr er nach Dresden, wo er am 6. Februar in einer Gastwirtschaft festgenommen wurde. In der Literatur wird angenommen, dass sein Aufenthaltsort von einem bei den Zeugen Jehovas eingeschleusten V-Mann namens Hans Müller der Geheimpolizei an diese verraten worden war.
Nachdem Cyranek ein umfassendes Geständnis abgelegt hatte und als zentraler Organisator der vom nationalsozialistischen Standpunkt staatsfeindlichen Aktivitäten der Zeugen Jehovas innerhalb des Gebietes des Deutschen Reiches identifiziert worden war, wurde er vor dem Sondergericht Dresden wegen Wehrkraftzersetzung in Tateinheit mit Teilnahme an einer wehrfeindlichen Verbindung und Zuwiderhandlung gegen das Verbot der Internationalen Vereinigung ernster Bibelforscher angeklagt. In der Sitzung vom 20. März 1941 wurde er für schuldig befunden und zum Tode verurteilt. Fünf weitere, zusammen mit ihm abgeurteilte, Zeugen Jehovas erhielten lange Zuchthausstrafen. Die NS-Presse veröffentlichte dieses Urteil, das auf Gleichgesinnte abschreckend wirken sollte, in Meldungen mit Überschriften wie Bibelforscher als Saboteure des Luftschutzes. Haupträdelsführer mit dem Tode bestraft oder Todesstrafe für „Bibelforscher“. 
Das offizielle Organ der NSDAP, der Völkische Beobachter kommentierte das Bluturteil gegen Cyranek in seiner Ausgabe vom 21. März 1941 wie folgt: 
„Die verbotene Vereinigung verneint nicht nur den Wehrdienst, sondern hat es sich zur Aufgabe gemacht, die Maßnahmen von Organisationen der Volksgemeinschaft, darunter auch des Reichsluftschutzbundes, zu sabotieren. Sie bringt damit Gut und Leben deutscher Volksgenossen in größte Gefahr. Daß darum der Haupträdelsführer Cyranek mit dem Tode bestraft wurde, entspricht voll und ganz dem Empfinden des Volkes, das vor solchem frevelhaften Treiben geschützt werden muss.“
Seine Hinrichtung folgte am 4. Juni 1941. Cyraneks Funktionen wurde nach seiner Verhaftung und Hinrichtung größtenteils von Julius Engelhard übernommen.